# Thomisoidea
Thomisoidea è una  superfamiglia di aracnidi araneomorfi che comprende una famiglia:
- Philodromidae Thorell, 1870
- Thomisidae Sundevall, 1833